# Adiantum tryonii
Adiantum tryonii är en kantbräkenväxtart som beskrevs av Jefferson Prado. Adiantum tryonii ingår i släktet Adiantum och familjen Pteridaceae. Inga underarter finns listade.